# Олів'є Сорлен
Олів'є Сорлен (фр. Olivier Sorlin, нар. 9 квітня 1979, Сент-Етьєн) — французький футболіст, півзахисник клубу «Евіан».
Виступав за низку французьких клубів, грецький ПАОК, а також молодіжну збірну Франції, разом з якою став фіналістом молодіжного Євро.

## Клубна кар'єра
У дорослому футболі дебютував 1997 року виступами за команду клубу «Валанс» з Ліги 2, в якій провів два сезони, взявши участь у 48 матчах чемпіонату.
Своєю грою за цю команду привернув увагу представників тренерського штабу клубу «Монпельє», до складу якого приєднався влітку 1999 року. В новій команді Олів'є відразу став основним гравцем і навіть дебютував у єврокубках (Кубок Інтертото і Кубок УЄФА), але за підсумками сезону клуб зайняв останнє місце і вилетів до Ліги 2. Тим не менш, Сорлен залишився в клубі і допоміг йому у наступному сезоні зайняти  третє місце та повернутись в еліту. Всього відіграв за команду з Монпельє 69 матчів в чемпіонаті, в яких забив 5 голів.
На початку 2002 року Сорлен уклав контракт з клубом Ліги 1 «Ренном», у складі якого грав з невеликою перервою на виступи у «Монако» аж до кінця 2008 року. Протягом цього часу півзахисник зіграв за клуб 222 матчі в усіх турнірах.
З січня 2009 року півтора сезони захищав кольори грецького ПАОКа. Тренерським штабом нового клубу також розглядався як гравець «основи», зігравши за цей час 58 матчів в усіх турнірах.
29 серпня 2010 року, після першої гри сезону 2010/11, Сорлен розірвав контракт з клубом через сімейні обставини і повернувся на батьківщину, де незабаром підписав контракт з клубом Ліги 2 «Евіаном». За підсумками першого ж сезону клуб виграв другий дивізіон та вийшов до Ліги 1, а 2013 року навіть став фіналістом Кубка Франції. У вирішальному матчі Сорлен відіграв усі 90 хвилин, проте команда поступилась «Бордо» 2:3. Влітку 2015 року команда вилетіла назад до Ліги 2, проте Олів'є продовжив виступи. Наразі встиг відіграти за команду з Гаяра 198 матчів в національному чемпіонаті.

## Виступи за збірну
Протягом 1999—2002 років залучався до складу молодіжної збірної Франції, разом з якою став срібним призером чемпіонату Європи 2002 року. Всього на молодіжному рівні зіграв у 28 офіційних матчах, забив 8 голів.

## Досягнення

### Клубні
- Володар Кубка Інтертото: 1999
- Фіналіст молодіжного чемпіонату Європи 2002
- Віце-чемпіон Греції: 2009/10
- Переможець Ліги 2: 2010/11
- Фіналіст Кубка Франції: 2012/13

### Індивідуальні
- У символічній збірній сезону Ліги 2: 2010/11